# Luise Fleck
Luise Fleck, également connue sous les noms de Luise Kolm, Luise Kolm-Fleck, Louise Veltée et Luise Veltée, née à Vienne le 1er août 1873 et morte dans cette ville le 15 mars 1950, est une réalisatrice autrichienne, considérée comme l'une des premières réalisatrices au monde après Alice Guy. Son frère, Claudius Veltée (de), et son fils, Walter Kolm-Veltée, sont également des réalisateurs.

## Jeunesse et formation
Luise Fleck naît à Vienne (Autriche-Hongrie), fille de Louis Veltée, propriétaire du panoptique de la ville et descendant d'une famille lyonnaise ayant déménagé en Autriche au début du XIXe siècle. Au cours de son enfance, elle aide à l'entreprise de son père.

## Compagnies de production
En 1910, Luise Veltée, son premier mari Anton Kolm (en), son frère Claudius et le cadreur Jacob Fleck fondent Erste österreichische Kinofilms-Industrie, la première compagnie significative de production d'Autriche. L'année suivante, la compagnie est renommée Österreichisch-Ungarische Kinoindustrie GmbH, puis Wiener Kunstfilm-Industrie (en) à la fin de 1911.
À l'époque, l'Autriche est dominée par les compagnies de production françaises. Cependant, celles-ci sont exclues du marché autrichien au début de la Première Guerre mondiale. À ce moment, Wiener Kunstfilm-Industrie a donc comme principal compétiteur la compagnie Sascha-Film. Bénéficiant de plus de fonds, Sascha-Film se positionne en tête du marché en 1918, alors que Wiener Kunstfilm doit se dissoudre à la suite de l'effondrement économique et politique de l'Autriche au sortir de la guerre. Anton Kolm réussi à relancer l'entreprise en 1919 sous le nom de Vita-Film (de). Un désaccord avec les bailleurs de fonds amène Anton, Luise et Jacob à quitter Vita-Film en 1922. Anton meurt la même année.
Luise épouse Fleck en 1924 et le couple quitte pour Berlin en 1926. Ils travaillent pour des compagnies de production berlinoises telles celle de Liddy Hegewald (en) et UFA. Au cours de cette période, le couple Fleck travaille sur 30 à 40 films.

## Exils
Lorsque Hitler prend le pouvoir en 1933, le couple retourne à Vienne, Jacob Fleck étant juif. Veltée et Fleck travaille pour Hegewald-Film à Vienne et Prague. Walter Kolm-Veltée commence à travailler avec le couple à cette époque.
En 1938, alors que le nazisme s'étend en Autriche et que l'industrie filmique passe aux mains de la Chambre de la culture du Reich, les Fleck se retrouvent sans emploi. Jacob Fleck est emprisonné au camp de concentration de Dachau, puis relâché en 1940. Le couple quitte alors le pays pour Shanghai, où ils collaborent avec le réalisateur Fei Mu.

## Retour en Autriche
En 1947, les Fleck retournent à Vienne pour tenter de réintégrer, sans succès, l'industrie filmique autrichienne.

## Filmographie partielle
- 1911 : Die Glückspuppe (en)
- 1914 : Die Hochzeit von Valeni (en)
- 1914 : The Priest from Kirchfeld (en)
- 1915 : Mit Herz und Hand fürs Vaterland (en)
- 1916 : Auf der Höhe (en)
- 1916 : Die Tragödie auf Schloss Rottersheim (en)
- 1916 : The Vagabonds (en)
- 1916 : Sommeridylle (en)
- 1916 : Mit Gott für Kaiser und Reich (en)
- 1917 : Der Schandfleck (en)
- 1917 : Lebenswogen (en)
- 1917 : Die schwarze Hand (en)
- 1917 : Im Banne der Pflicht (en)
- 1917 : Der Verschwender (en)
- 1918 : Der König amüsiert sich (en)
- 1918 : Der Doppelselbstmord) (en)
- 1918 : Don Cäsar, Graf von Irun (en)
- 1919 : Die Ahnfrau (en)
- 1920 : Der Herr des Lebens (en)
- 1920 : Eva, die Sünde (en)
- 1920 : Lasset die Kleinen zu mir kommen (en)
- 1920 : Doktor Ruhland (en)
- 1920 : Trance (ou Anita)
- 1920 : Der tanzende Tod (en)
- 1920 : Die Stimme des Gewissens (en)
- 1924 : Frühlingserwachen (en)
- 1926 : Der Pfarrer von Kirchfeld (en)
- 1927 : Der Orlow (en)
- 1927 : Ein Mädel aus dem Volke (en)
- 1927 : Das Fürstenkind (en)
- 1927 : Liebelei (en)
- 1927 : Der Bettelstudent (en)
- 1927 : Der fröhliche Weinberg (en)
- 1928 : Frauenarzt Dr. Schäfer (en)
- 1928 : Die Geliebte seiner Hoheit (en)
- 1928 : Die Yacht der sieben Sünden (en)
- 1928 : Die kleine Sklavin
- 1928 : Die schönste Frau von Paris (en)
- 1929 : Der Leutnant Ihrer Majestät (en)
- 1929 : Die lustigen Vagabunden (en)
- 1929 : Der Zarewitsch (en)
- 1929 : Mädchen am Kreuz (en)
- 1930 : Das Recht auf Liebe (en)
- 1931 : Wenn die Soldaten (en)[2]
- 1937 : Der Pfarrer von Kirchfeld (en)